# McIntosh (Washington)
McIntosh az Amerikai Egyesült Államok északnyugati részén, Washington állam Thurston megyéjében, a McIntosh-tó mellett elhelyezkedő önkormányzat nélküli település.
McIntosh postahivatala 1904 és 1928 között működött. A település névadója egy helyi földtulajdonos, aki a névadásért telkét átengedte a vasúttársaság részére.

## Fordítás
- Ez a szócikk részben vagy egészben  a   McIntosh, Washington című angol Wikipédia-szócikk ezen változatának fordításán alapul.  Az eredeti cikk szerkesztőit annak laptörténete sorolja fel. Ez a jelzés csupán a megfogalmazás eredetét és a szerzői jogokat jelzi, nem szolgál a cikkben szereplő információk forrásmegjelöléseként.